# Ageism
Ageism, uneori ortografiat agism, este  stereotipismul și discriminarea împotriva indivizilor și grupuri de oameni, ambele bazate pe vârstă. Ageismul poate fi ocazional sau sistematic.
Acest ansamblu de discriminări legate vârsta biologică, reprezintă un anumit gen de discriminare socială, bazată pe faptul de a nu aparține unei anumite categorii de vârstă, de a fi considerat prea tânăr sau prea bătrân pentru a fi parte a unei apartenențe sociale sau contribuții, respectiv pentru a beneficia de drepturi sociale consemnate constituțional, sau de a fi parte a unui proces sau proiect.

## Istoric
Termenul a fost folosit prima dată în 1969, de către Robert Neil Butler, pentru a descrie discriminarea împotriva oamenilor de vârsta a treia, fiind strâns legat de conotații cu sexismul și rasismul. Butler a definit ageismul ca o combinație a mai multe elemente intens conectate. Astfel, conform lucrărilor sale, se pot menționa prejudecățile împotriva oamenilor în vârstă și cele referitoare procesului de îmbătrânire, practicile discriminatorii practicate împotriva acestei categorii de vârstă, respectiv practicile instituționalizate care perpetuază stereotipurile împotriva seniorilor.
Foarte curând, după recunoașterea acestei discriminări, s-a constatat că termenul de ageing trebuie extins cu priviri la prejudecățile referitoare la copii și adolescenți, manifestându-se în faptul că vocile lor nu sunt ascultate, chiar neglijate și că performanțele lor, în orice domeniu,  nu sunt recunoscute adesea, fie total sau parțial. Alte domenii importante de nerecunoaște sau de negare a părerilor copiilor și tinerilor este legat de implicarea acestora în procesul de exprimare a ideilor acestora, așa cum ar fi proceduri specifice,  propuneri legislative și/sau votarea, ignorând ceea ce au de spus pe motivul că sunt considerați „prea tineri” sau presupunând că acele domenii sunt doar pentru „oamenii mari”.

## Clasificare

### Distincția dintre ageism și alte tipuri de prejudecăți
Astăzi ageismul, în limbajul comun și în studii, se referă la discriminarea negativă îndreptată împotriva copiilor, adolescenților, oamenilor de vârstă medie spre târzie și a persoanelor în vârstă, acoperindu-se astfel un procent semnificativ al populației de oriunde.
Astfel, în contrast cu discriminarea negativă a claselor de vârstâ de mai sus, manifestată în cazul ageismului, există mai multe forme de „discriminare pozitivă”, bazate pe apartanența la vârsta „adultului productiv”. Printre acestea se pot menționa adultismul, adultocrația și adultocentrismul. Aceste discriminări includ candidații politici, cerințe pentru anumite tipuri de meserii și ocupații și vitalitatea aparent mai mare a aparenței fizice a celor tineri, care sunt adesea preferate rigorii intelectuale ale maturității.
Adultismul și adultocentrismul sunt exagerări ale importanței persoanelor de vârstă adultă în societate. Mai mult, adultocentrismul este o supradimensionare a stării de egocentrism a adulților." Adultocrația este convenția socială, care definește maturitatea sau imaturitatea, plasând adulții în poziții dominante asupra oamenilor tineri, atât teoretic cât și practic.

### Ageism implicit
Ageism implicit este un termen utilizat pentru a se referi la gândurile, sentimentele și comportamentul implicit pe care cineva le are față de oamenii care nu sunt de vârstă medie, ci pentru cei care acoperă definiția actuală a ageismului, copii, adolescenți, oameni de vârstă medie și oameni în vârstă. Acestea pot fi.cel mai adesea un melanj de gânduri și sentimente pozitive, negative și neutre, dar, în opinia gerontologului american Becca Levy „[ele] tind a fi mai ales negative.”

### Stereotipism
Stereotipismul este o modalitate de cunoaștere care implică categorisirea în varii grupuri prin atribuirea unor caracteristici comune entităților membre acelor grupuri. Stereotipia funcționează la aplicarea unor criterii generale, în cazul procesării unor cantități mari de informații (noțiune cunoscută și ca Big data), care, deși funcționale la nivelul unui grup masiv de membri, tind să ignore entitatea indivuadală și caracteristicile specifice acesteia.  Din acest motiv, stereotipia la nivel „cu amănuntul” este foarte puțin precisă, devine inexactă și chiar greșită.
Cu toate acestea, strângerea de Big data pot provoca daune atunci când conținutul stereotipului este incorect în ceea ce privește cea mai mare parte a grupului sau când un stereotip este atât de puternic menționat încât înlocuiește dovezi care arată că un individ nu este conform cu acesta. De exemplu, stereotipurile bazate pe vârstă prezintă concluzii foarte diferite atunci când se compară un adult mai în vârstă, dar care s-a întreținut foarte bine și un tânăr - spre exemplificare -, care are dureri de spate sau șchioapătă. Se poate presupune că starea persoanei tinere este temporară și tratabilă, ca urmare a unui accident, în timp ce starea persoanei în vârstă este fie de sănătate bună fie este ascunsă și, deci, mai puțin susizabilă.
În medie, acest lucru ar putea fi adevărat, dar o mulțime de persoane în vârstă au accidente și se recuperează rapid, iar tinerii de vârstă foarte fragedă (cum ar fi sugarii, copiii foarte mici și copiii mici) pot deveni persoane cu handicap permanent în aceeași situație. Această presupunere poate să nu aibă nicio consecință dacă cineva oarecare privește la acele persoane neatent sau superficial, dar dacă informațiile sunt deținute de un profesionist din domeniul sănătății, care oferă tratament, sau de manageri, care se gândesc la sănătatea la locul de muncă, atunci ar putea influența în mod necorespunzător acțiunile și deciziile lor conducând la discriminare legată de vârstă.

## Article conexe
- Adultocentrism
- Adultism
- Adultocrație
- Bătrânețe
- Copilărie
- Discriminare
- Drepturile copilului
- Drepturile persoanelor în vârstă
- Drepturile tineretului
- Efebifobie
- Excluderea tineretului
- Gerontocrație
- Gerontofobie
- Îmbătrânirea creierului
- Memorie și îmbătrânire
- Pensionare forțată
- Prejudecată
- Rankism
- Stratificarea socială pe baza vârstei
- Tinerețe
- Tsunamiul de argint
- Ziua Internațională a persoanelor în vârstă